# Bảo tàng Khu vực PTTK ở Starachowice
Bảo tàng Khu vực PTTK ở Starachowice (tiếng Ba Lan: Muzeum Regionalne PTTK w Starachowicach) là một bảo tàng tọa lạc tại số 1 Phố Krywki, Starachowice, Ba Lan. Bảo tàng do chi nhánh địa phương của Hiệp hội Du lịch và Tham quan Ba Lan (PTTK) điều hành.

## Lịch sử hình thành
Bảo tàng Khu vực PTTK ở Starachowice chính thức mở cửa đón công chúng vào năm 1973. Trụ sở của Bảo tàng là tòa nhà nơi trước đây từng là tòa giám sát luyện kim, được xây dựng vào thập niên 1830. Năm 1997, tòa nhà hành chính cũ này được đưa vào danh sách các di tích bất động (số đăng ký: A.824 ngày 13 tháng 3 năm 1997). Hiện tại, trong tòa nhà này còn có nhà nghỉ PTTK.

## Triển lãm
Bộ sưu tập của Bảo tàng Khu vực PTTK ở Starachowice hiện chủ yếu bao gồm các hiện vật và kỷ vật có liên quan đến lịch sử của thị trấn và khu vực lân cận, từ thời tiền sử đến ngày nay, và các triển lãm giới thiệu lịch sử của ngành công nghiệp ở địa phương (đặc biệt là luyện kim và khai thác mỏ).

## Giờ mở cửa
Bảo tàng Khu vực PTTK ở Starachowice hoạt động quanh năm, mở cửa từ thứ Hai đến thứ Sáu. Khách tham quan được vào cửa miễn phí.